# 윤덕홍
윤덕홍(尹德弘, 1947년 4월 19일 ~ , 대구)은 대한민국의 정치인이자 교육인이다. 제45대 교육인적자원부 장관을 지냈다.

## 논란

### 단일화 경선 회피 논란
민주진보진영 서울시교육감 후보 단일화 경선에 참여하지 않았던 윤덕홍은 단일화 불참 이유에 대해 "경선을 몰랐고, 서울시교육감 선거에 갑자기 출마하게 됐기 때문에 그때는 경선에 관심도 없었다"고 해명했지만, '서울 교육에 대해 전혀 관심이 없는 상태에서 출마를 했다'는 또 다른 논란을 낳았다.
서울교육감 민주진보 후보 단일화를 추진했던 '서울 좋은 교육감 시민추진위'는 "시민경선에 참가하시길 권유했음에도 참가하지 않았는데, 지금와서 자신에게 유리하게 단일화 경선을 요구하는 게 민주주의 원칙과 상식에 맞는 진보적 행동인가? 자라나는 세대의 교육을 책임지는 수장을 뽑는 선거인데, 이렇게 규칙을 어기고서라도 자신이 어떤 지위를 차지하겠다고 나서는 행동은 교육적이지 않다"고 비판하였다.

### 교육감 선거 출마 자격 논란
윤덕홍은 2013년 4월 3일자 민주당 대구시당에 탈당계를 제출하였다고 하였고, 2013년 4월 당시 민주당 대구시당 위원장이었던 이승천은 "2013년 4월 3일 윤덕홍이 직접 탈당계를 제출했다는 보고를 받고, 당의 원로이므로 함부로 처리할 문제가 아니라고 판단해 보류하라고 지시했다. 당시 업무가 폭주하던 상황이어서 탈당처리를 잊어버리고 못했었고, 후에 위원장에서 물러나면서 명확하게 처리하지 못했다"고 해명했지만, 새정치연합(구 민주당) 대구시당은 "윤덕홍의 당적과 관련해서 더 이상 대구시당에서 답변하지 않기로 했다. 중앙당으로 문의하라"고 답변을 회피했고, 새정치연합(구 민주당) 중앙당은 "당적과 관련되어서는 본인이 아니면 확인해 줄 수 없다"는 입장만 되풀이하는 등 새정치연합 중앙당과 대구시당이 윤덕홍의 탈당시점을 명확히 밝히지 못하며 의혹이 증폭되었다.
또한 윤덕홍은 2014년 4월 말까지도 새정치민주연합 경북도당 공천관리심사위원장을 맡는 등 예비후보 등록 시점까지 실질적으로는 당원으로서 활동하였으며, 국회 교육위 소속 국회의원들을 찾아가 "교육감 선거 후보 조건으로 당적 1년 미보유 조항을 없애 달라", "최근 당적을 지난해 4월로 소급해 말소해 달라"고 요청하였다.

### '수상한 여론조사' 논란
2014년 4월 28일 윤덕홍이 서울시교육감 예비후보로 등록한 당일 《머니투데이》는 윤 전 부총리가 문용린 현 교육감과 고승덕 변호사, 조희연 교수를 모두 앞서고 있다고 보도했는데, 이 여론조사는 윤덕홍이 《한국인텔리서치》에 의뢰하여 조사한 것으로 밝혀졌다.
《한국인텔리서치》가 중앙선거여론조사공정심의위원회에 등록한 조사대상 및 표본크기에 의하면, 응답률이 3.0%에 60대 이상이 530명으로 전체 표본의 52.4%를 차지하고 있고, 20~30대는 116명, 40대 130명, 50대 234명인 것으로 나타났다.
대개 여론조사기관은 여론조사 결과를 홈페이지에 공표하는데, 《한국인텔리서치》는 "담당자가 없다. 현재 홈페이지 개발 중"이라며 설문조사 문항을 공개하지 않았다.

## 학력
- 대구동덕초등학교
- 경북중학교
- 경북고등학교
- 1969년 : 서울대학교 사회교육학 학사
- 1974년 : 서울대학교 대학원 사회교육학 석사
- 1986년 : 도쿄대학교 대학원 사회학 석사
- 1992년 : 도쿄대학교 대학원 사회학 박사

## 경력
- 1969 ~ 1977 : 이화여자고등학교 교사
- 1997 ~ 1999 : 전국민주화교수협의회 공동의장
- 1998 ~ 1999 : 대학입학수학능력시험 출제 부위원장
- 2000 ~ 2003 : 대구대학교 총장
- 2000 ~ 2002 : 한국시립대학교 총장협의회 부회장
- 2003 ~ 2003 : 부총리 겸 교육인적자원부 장관
- 2004 ~ 2007 : 한국학중앙연구원장
- 2008 : 민주당 최고위원

## 역대 선거 결과
| 실시년도 | 선거   | 대수 | 직책     | 선거구         | 정당       | 득표수   | 득표율          | 순위 | 당락 | 비고 |
| -------- | ------ | ---- | -------- | -------------- | ---------- | -------- | --------------- | ---- | ---- | ---- |
| 2004년   | 총선   | 17대 | 국회의원 | 대구 수성구 을 | 열린우리당 | 20,534표 | \| \| 21.69% \| | 2위  | 낙선 |      |
|          | 21.69% |      |          |                |            |          |                 |      |      |      |

## 참고
1. ↑  "윤덕홍 탈당 시점은?" 보관됨 2014-05-13 - 웨이백 머신 참세상 2014년 5월 9일
2. ↑  윤덕홍은 시한폭탄 뉴데일리 2014년 5월 13일
3. ↑  "뒤늦게 서울교육감 출마 선언한 윤덕홍, 이건 아니다" 오마이뉴스 2014년 4월 30일
4. ↑  "윤덕홍 전 부총리, 교육감 출마와 동시에 지지율 1위?" 보관됨 2014-05-13 - 웨이백 머신 레디앙 2014년 4월 28일

| 전임 이상주 | 제45대 부총리 겸 교육인적자원부 장관 2003년 3월 7일 ~ 2003년 12월 23일 | 후임 안병영 |